# Wang Xu
Wang Xu (王旭S, Wáng XùP; Pechino, 27 settembre 1985) è una lottatrice cinese.

## Palmarès

### Olimpiadi
- 1 medaglia:
  - 1 oro (Atene 2004 nella lotta libera 72 kg)